# Gelshofen
Gelshofen ist ein Gemeindeteil der Gemeinde Wittelshofen im Landkreis Ansbach (Mittelfranken, Bayern). Gelshofen liegt in der Gemarkung Untermichelbach.

## Geographie
Der Weiler liegt am rechten Ufer der Sulzach und ist von Acker- und Grünland umgeben. Im Süden wird die Flur Buck genannt, im Norden Mühlbuck und im Westen Hochfeld und Lach. Die Kreisstraße AN 41 führt nach Dorfkemmathen (1,5 km nordwestlich) bzw. an der Gelsmühle vorbei nach Untermichelbach (1,2 km südöstlich).

## Geschichte
Bei der Gelsmühle führte der Limes zwischen den Wachposten 13/17 und 13/18 über die Sulzach. Dieser 38 m breite Übergang, am heutigen Altwasser, bestand im Vorfeld aus mächtigen Quadern von 2⁄5 Kubikmetern mit einer Fundamentstärke von 1,25 m bis 1,45 m und Öffnungen für das Hochwasser. Den eigentlichen Übergang bildete ein Steg auf je drei nebeneinander stehenden hölzernen Stützpfeilern im Abstand von 3 m, um bei Hochwasser Astwerk entfernen zu können.
Gelshofen lag im Fraischbezirk des ansbachischen Oberamtes Wassertrüdingen. Die Dorf- und Gemeindeherrschaft wurde vom Kastenamt Wassertrüdingen ausgeübt. Gegen Ende des 18. Jahrhunderts gab es 8 Anwesen. Grundherren waren das Kastenamt Wassertrüdingen (2 Güter, 1 Häuslein, 2 Halbhäuslein), das oettingen-spielbergische Oberamt Dürrwangen (1 Sölde) und das württembergische Oberamt Weiltingen (2 Söldengüter). Von 1797 bis 1808 unterstand der Ort dem Justiz- und Kammeramt Wassertrüdingen.
Infolge des Gemeindeedikts wurde Gelshofen dem 1809 gebildeten Steuerdistrikt Wittelshofen und der Ruralgemeinde Untermichelbach zugewiesen. Am 1. Juli 1972 wurde Gelshofen im Zuge der Gebietsreform in Bayern nach Wittelshofen eingegliedert.

### Einwohnerentwicklung
| Jahr      | 001818 | 001840 | 001861 | 001871 | 001885 | 001900 | 001925 | 001950 | 001961 | 001970 | 001987 | 002006 | 002016 |
| Einwohner | 51     | 53     | 44     | 47     | 66     | 43     | 51     | 46     | 40     | 42     | 20     | *18    | *13    |
| Häuser    | 9      | 9      |        |        | 13     | 11     | 11     | 11     | 10     |        | 9      |        |        |
| Quelle    | [ 11 ] | [ 12 ] | [ 13 ] | [ 14 ] | [ 15 ] | [ 16 ] | [ 17 ] | [ 18 ] | [ 19 ] | [ 20 ] | [ 21 ] | [ 1 ]  | [ 1 ]  |

## Religion
Der Ort ist seit der Reformation evangelisch-lutherisch geprägt und nach St. Leonhard (Untermichelbach) gepfarrt. Die Katholiken gehören zu Heilig Kreuz (Wittelshofen), einer Expositur der Pfarrei Maria Immaculata (Dürrwangen).

## Die Sage von der Teufelsmauer
Die Entstehung der sogenannten Teufelsmauer (des Limes), die im 18. Jahrhundert noch stellenweise bis zu anderthalb Meter hoch war, konnten sich die Bewohner der Gegend nicht erklären und brachten sie mit dem Teufel in Verbindung. Bei Wilburgstetten liegen beispielsweise die Höllmühle, der Höllbach und die Höllweiher auf dem Terrain des Limes.